# 춘향전 (1988년 드라마)
《춘향전》은 KBS 1TV에서 1988년 9월 24일에 방영된 서울올림픽 기념 특집 드라마이다. 한국의 고전 소설을 영상화한 한국고전 시리즈 중 첫 번째 작품이다.

## 등장인물
- 김혜수 : 성춘향 역
- 손창민 : 이몽룡 역
- 안병경
- 오승명
- 이원용